# Mediostoma armatum
Espèce
Mediostoma armatum est une espèce d'opilions dyspnois de la famille des Nemastomatidae.

## Distribution
Cette espèce est endémique de la province du Mazandéran en Iran. Elle se rencontre vers Alamdeh, Nowshar et de Alacht.

## Description
Les mâles mesurent de 1,7 à 2,3 mm et les femelles de 2,0 à 2,4 mm.

## Systématique et taxinomie
Cette espèce a été décrite par Martens en 2006.

## Publication originale
- Martens, 2006 : « Weberknechte aus dem Kaukasus (Arachnida, Opiliones, Nemastomatidae). » Senckenbergiana Biologica, vol. 86, p. 145–210.